# Вулька-Кікольська
Вулька-Кікольська (пол. Wólka Kikolska) — село в Польщі, у гміні Помехувек Новодворського повіту Мазовецького воєводства.
Населення — 88 осіб (2011).
У 1975-1998 роках село належало до Варшавського воєводства.

## Демографія
Демографічна структура станом на 31 березня 2011 року:
|          | Загалом | Допрацездатний вік | Працездатний вік | Постпрацездатний вік |
| -------- | ------- | ------------------ | ---------------- | -------------------- |
| Чоловіки | 37      | 8                  | 24               | 5                    |
| Жінки    | 51      | 12                 | 27               | 12                   |
| Разом    | 88      | 20                 | 51               | 17                   |